# Augusto Pinochet
Augusto Pinochet, właśc. Augusto José Ramón Pinochet Ugarte (ur. 25 listopada 1915 w Valparaíso, zm. 10 grudnia 2006 w Santiago) – chilijski dyktator i generał, przywódca junty wojskowej w Chile od 1973. W latach 1973–1990 pełnił urząd prezydenta. Doszedł do władzy w wyniku wojskowego puczu, odsuwając od władzy Salvadora Allende i zawieszając konstytucję. Po przegranym plebiscycie w 1988, nie kandydował w wynikających z tego plebiscytu wyborach, przekazał w 1990 pokojowo władzę zwycięzcy wolnych wyborów prezydenckich z 1989.
W 1972 roku został szefem sztabu armii Chile. 23 sierpnia 1973 roku został awansowany przez prezydenta Salvadora Allende na stanowisko Komendanta Głównego Armii. 11 września 1973 roku, Pinochet przeprowadził zamach stanu, w którym obalił demokratyczny rząd socjalisty Allende. Ustanowiona przez niego junta rozpoczęła brutalne represje opozycji. Według różnych źródeł zabito od 1,2 tys. do 3,2 tys. osób, 80 tys. internowano, a 30 tys. poddano torturom, wśród tych osób znalazły się kobiety i dzieci.
Wdrażał reformy gospodarcze w stylu szkoły chicagowskiej. Przez zwolenników reformy te określane są jako „chilijski cud”, ich przeciwnicy natomiast wskazują na wzrost nierówności ekonomicznych, jaki nastąpił w okresie rządów junty. W 1982 roku wybuchł kryzys gospodarczy, o który Pinochet oskarżył ministra finansów Sergio de Castro. Pinochet dokonał nacjonalizacji najbardziej zadłużonych przedsiębiorstw i nieco ograniczył dotychczasową liberalną politykę.
Rządy Pinocheta przedłużył plebiscyt z 1980 roku, który wprowadził nową konstytucję. Naruszanie praw obywatelskich i kryzysy doprowadziły do wybuchu zbrojnego oporu przeciwko jego rządom oraz powstaniu partyzantki. Ustąpił w 1990 roku choć dalej pełnił urząd Komendanta Głównego Armii Chile. W dniu 10 marca 1998 roku przeszedł na emeryturę i został senatorem (zgodnie z zapisami wprowadzonej przez siebie konstytucji). W związku z naruszeniami praw człowieka został aresztowany w Londynie 10 października 1998 roku. W chwili śmierci w dniu 10 grudnia 2006 roku, ciążyło na nim około 300 oskarżeń o oszustwa podatkowe, malwersacje i łamanie praw człowieka z okresu jego rządów. Oskarżony został również o kradzież 28 milionów dolarów.

## Życiorys

### Młodość i kariera wojskowa
Augusto Pinochet urodził się 25 listopada 1915 w Valparaíso, jako syn Augusto Pinocheta Vera, potomka imigranta z Bretanii, i Aveliny Ugarte Martínez pochodzenia hiszpańsko-baskijskiego. Po ukończeniu prywatnej szkoły podstawowej i średniej prowadzonej przy Seminarium San Rafael w Valparaíso, oraz okresowych studiach w Quillota Institute, w 1933 wstąpił do Szkoły Wojskowej w Valparaíso. Szkołę tę ukończył w 1937 roku, otrzymując stopień alféreza (co mniej więcej odpowiada podchorążemu). W tym samym roku został skierowany do pułku piechoty „Chacabuco” stacjonującego w Concepción. Dwa lata później, po odbyciu służby zasadniczej, został przeniesiony do pułku „Maipo”, stacjonującego w jego rodzinnym Valparaíso. W 1940 roku powrócił do Szkoły Wojskowej, aby odbyć szkolenie do wyższych stopni oficerskich. W latach 1941–1942 należał do masonerii (Wielka Loża Chile), dzięki czemu w wieku 25 lat uzyskał rangę kapitana. 30 stycznia 1943 ożenił się z Lucíą Hiriart Rodríguez, z którą miał pięcioro dzieci, dwóch synów (Augusto Osvaldo, Marco Antonio) i trzy córki (Inés Lucía, María Verónica, Jacqueline Marie).
Pod koniec 1945 roku został skierowany do pułku „Carampangue”, stacjonującego w Iquique na północy Chile. W 1948 roku rozpoczął studia w Akademii Wojskowej w Santiago, które musiał wkrótce przerwać z powodu skierowania go do tłumienia rebelii w zagłębiu węglowym Lota. W następnym roku ponownie podjął przerwane studia. Po ukończeniu studiów i otrzymaniu patentu starszego oficera sztabowego, wykładał w Szkole Wojskowej, jednocześnie pracując jako asystent w Akademii Wojskowej nauczając geografii i geopolityki oraz redagując wojskowe czasopismo „Cien Aguilas” („Sto orłów”). Na początku 1953 został przeniesiony na dwa lata do pułku „Rancagua” w Arica, gdzie służył w stopniu majora. Po skończeniu służby otrzymał stanowisko profesora w Akademii Wojskowej w Santiago. Równolegle przyznano mu tytuł cywilnego licencjata, co umożliwiło mu rozpoczęcie studiów prawniczych na Uniwersytecie w Santiago, które jednak przerwał w 1956, gdyż wysłano go z grupą kilku młodych oficerów do organizacji Akademii Wojskowej w Quito w Ekwadorze. Po powrocie do Chile w 1959 r. został skierowany do sztabu I Armii, stacjonującego w mieście Antofagasta. Rok później objął dowództwo pułku „Esmeralda”, które sprawował aż do otrzymania w 1963 r. stanowiska zastępcy dyrektora Akademii Wojskowej w Santiago. W 1968 został najpierw szefem sztabu 2. Dywizji I Armii w Santiago, a następnie po nominacji na generała brygady, objął dowództwo 6. Dywizji, stacjonującej w Iquique. Ta ostatnia funkcja była związana ze stanowiskiem Intendante (zarządzającego) prowincją Tarapacá. W styczniu 1971 Pinochet został mianowany generałem dywizji i objął dowództwo kluczowego garnizonu Armii w Santiago. W 1972 został mianowany szefem sztabu całej Armii Chilijskiej. 23 sierpnia 1973 prezydent Salvador Allende, chcąc zapobiec narastającym tarciom wewnętrznym, powierzył mu stanowisko głównodowodzącego armii.

### Pucz w 1973

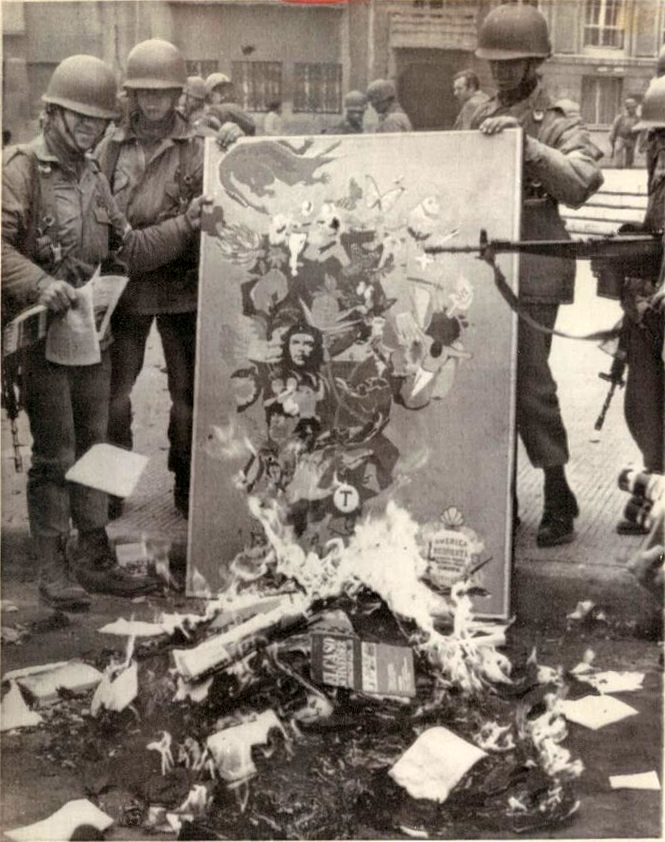
Żołnierze w czasie zamachu stanu

#### Geneza puczu
Przyczyną zamachu stanu był kryzys gospodarczy i polityczny, który ogarnął wówczas Chile. Lewicowy rząd w pierwszej fazie rządów doprowadził do polepszenia się sytuacji gospodarczej w kraju – stopa inflacji spadła z 36,1% w 1970 do 22,1% w 1971 roku, a średnie płace realne wzrosły o 22,3%. Minimalne płace realne dla pracowników fizycznych w pierwszym kwartale 1971 roku wzrosły o 56%, w tym samym czasie płace dla pracowników umysłowych zwiększyły się o 23%. W rezultacie zmniejszył się współczynnik różnicy między dochodami robotników a pracowników umysłowych (spadł z 49% w 1970 do 35% w 1971). Wydatki rządu centralnego wzrosły o 36%, udział wydatków w PKB wzrósł z 21% w 1970 do 27% rok później. Z czasem jednak sytuacja zaczęła zmieniać się na skutek niewydolności znacjonalizowanych firm, które sztucznie obniżały stopę bezrobocia w kraju zatrudniając zbędnych pracowników, a także przez nieudolne zarządzanie tymi przedsiębiorstwami. Dodatkowo doszło do blokady gospodarczej Chile, zarządzonej przez Stany Zjednoczone. Całość doprowadziła do hiperinflacji – w ciągu niespełna roku 20% inflacja (wartość ze stycznia 1971) osiągnęła poziom 163%, aby w połowie 1972 zamienić się w hiperinflację z poziomem przekraczającym 190%, co stanowiło wówczas światowy rekord. W listopadzie 1971 Chile, wobec braku możliwości spłaty zobowiązań względem zagranicznych korporacji i USA, ogłosiło jednostronne moratorium na spłatę zadłużenia zagranicznego – tym samym kraj ogłosił swoje bankructwo. Sytuacja ta doprowadziła do wybuchu strajków, inspirowanych przez opozycję i CIA oraz starć między zwolennikami i przeciwnikami rządu. CIA wsparła i zbroiła przeciwników rządu, w tym organizacje terrorystyczne, tj. Front Narodowy Ojczyzna i Wolność. W okresie funkcjonowania rządu Allende CIA wydało kwotę ponad 8 mln dolarów na próby destabilizacji rządu Allende.
Strajki i akcje terrorystyczne doprowadziły do mobilizacji zwolenników lewicy – partie lewicowe organizowały manifestacje rządowe – mobilizacja lewicy spowodowała plotki wygłaszane przez propagandę opozycji chadeckiej i konserwatywnej, jakoby radykalna lewica przemycała (przy pomocy służb specjalnych DGI) do Chile broń potrzebną do obalenia dotychczasowego centrolewicowego rządu i zastąpienia go radykalnym ustrojem, a także sprowadzała do kraju zawodowych rewolucjonistów z Kuby.

#### Przeprowadzenie puczu
Pucz zaczął się 11 września od zbombardowania pałacu prezydenckiego, w którym przebywał wciąż legalnie urzędujący prezydent. Allende prawdopodobnie przeżył samo bombardowanie i został według jednej wersji zamordowany przez oddziały puczystów wkraczające do zbombardowanego pałacu, a według innej wersji popełnił samobójstwo. Po śmierci Allende junta przystąpiła do szeroko zakrojonej akcji skierowanej przeciw partiom i organizacjom uznanym za lewicowe. Junta wojskowa zawiesiła działanie konstytucji i parlamentu. W zamachu zginęło około 2 tysięcy osób po obu stronach. Powołując się na uchwałę parlamentu z 22 sierpnia w której opozycja wzywała armię do interwencji przeciwko rządowi. Siły zbrojne zlikwidowały magazyny z bronią oraz pozajmowały większość rozgłośni radiowych i telewizyjnych. Szacuje się, że 11 września zamordowano co najmniej 3 tysiące osób, między 11 a 15 września walki pochłonęły kolejne 5 tysięcy, a liczba zabitych i porwanych między 12 a 13 września wyniosła około 6 tysięcy. W ciągu pierwszych 18 dni od obalenia prezydenta Allende liczba cywilnych ofiar wyniosła 15 tysięcy. W represjach bezpośrednio po zamachu stanu żołnierze zabili m.in. Víctora Jarę (po wcześniejszych torturach). W odpowiedzi na represje, na krótko po zamachu stanu niektóre regiony znalazły się w rękach partyzanckich (np. Neltume, gdzie z wojskiem starł się 80 osobowy oddział opozycji.
Generał Pinochet w opublikowanych przez siebie wspomnieniach twierdzi, że od początku był głównym projektantem i organizatorem puczu. Wykorzystując swoją pozycję głównodowodzącego armią lądową miał, według własnych słów, koordynować poczynania dowódców pozostałych trzech rodzajów sił zbrojnych Chile. Wspomnienia publikowane w ostatnich latach przez innych oficerów zaangażowanych w pucz zaprzeczają jednak słowom Pinocheta. Według tych wspomnień, Pinochet, niedawno nominowany przez Allende na głównodowodzącego Armią, przystąpił niezbyt chętnie do puczu na kilka dni przed jego rozpoczęciem i w zasadzie wykonywał plan zaaprobowany wcześniej przez pozostałych trzech głównodowodzących innymi rodzajami sił zbrojnych. Według zgodnych relacji kilku oficerów pracujących w sztabach innych sił zbrojnych, centrum dowodzenia całą operacją puczu znajdowało się prawdopodobnie w sztabie marynarki wojennej.

### Rządy Pinocheta
Generał Pinochet, jako głównodowodzący armią lądową (nazywaną w Chile po prostu Armią), został pierwszym oficjalnym przywódcą junty, która objęła władzę po puczu. Pierwotnie dowodzący puczem generałowie planowali, że funkcja przywódcy junty będzie obsadzana rotacyjnie przez czterech głównodowodzących czterema podstawowymi rodzajami sił zbrojnych Chile (armią lądową, lotnictwem, marynarką i policją). Ostatecznie jednak Pinochet skupił szybko w swoich rękach całą władzę i pozostali głównodowodzący byli zmuszeni zrezygnować z pomysłu rotacji przywództwa. 27 lipca 1974 roku Pinochet, przy aprobacie pozostałych członków junty, obwołał się prezydentem Chile. Przyjął też wtedy stopień wojskowy Capitán General (generał naczelny), który w czasach gdy Chile było kolonią, był oficjalnym tytułem gubernatora, a następnie posługiwał się nim Bernardo O’Higgins, bohater wojny o niepodległość Chile. Po zamachu nowa władza pod wpływem amerykańskich ekonomistów z chicagowskiej szkoły monetarystów Miltona Friedmana rozpoczęła liberalizację polityki gospodarczej która miała zakończyć dotychczasowy kryzys i rozpocząć okres szybkiego rozwoju ekonomicznego kraju. W konsekwencji stabilizacji 27 lipca 1974 junta wojskowa wybrała Pinocheta na prezydenta Chile. 4 stycznia 1978, odbył się pierwszy plebiscyt, w którym 78% wyborców miało opowiedzieć się za kontynuacją władzy i podjętych reform przez gen. Pinocheta. W drugim plebiscycie, 11 września 1980, 67% głosujących miało poprzeć nową konstytucję, na mocy której Pinochet miał rządzić do 1988 r.
W czerwcu 1983, głównie z powodu braku liberalizacji życia politycznego i ze względu na problemy gospodarcze, rozpoczęły się antyrządowe zamieszki, w wyniku których śmierć poniosło 17 osób. W latach 80. na skutek niezadowolenia z rządów Pinocheta doszło do wybuchu regularnych walk partyzanckich. Do walk z reżimem stanął Front Patriotyczny Manuela Rodrígueza. Do rozbicia partyzantki rząd wykorzystał wojsko stosujące tortury. Partyzanci dopuścili się kolejnych ataków u progu transformacji ustrojowej przez co przez początkowy okres demokracji niektórzy z uczestników walk byli w dalszym ciągu ścigani przez wymiar sprawiedliwości. Członkowie ruchu partyzanckiego zostali zrehabilitowani w XXI wieku. Na skutek chaosu w ruch niemalże partyzancki przeistoczyła się również organizacja polityczna Ruch Rewolucyjnej Lewicy.
W kwietniu 1987 roku papież Jan Paweł II złożył wizytę w Chile. Przyczyną pielgrzymki, jak określił to papież, była „część duszpasterskiej misji Kościoła”. W czasie tej pielgrzymki papież spotkał się z wiernymi, Pinochetem na prywatnej rozmowie oraz z demokratyczną, w tym lewicową opozycją. Podziękował duchownym za opiekowanie się ofiarami wojny. Mimo oczekiwań junty papież skrytykował reżim Pinocheta, powtarzając w czasie spotkań z wiernymi „biedni nie mogą czekać”, co wielokrotnie powtarzali później demokratyczni opozycjoniści.
W 1989 roku Pinochet dobrowolnie zrzekł się władzy, ogłaszając zwykłe wybory prezydenckie, w których on sam już nie kandydował. Zwycięzcą wyborów z 1989 r. został Patricio Aylwin, lider partii centro-chrześcijańskiej. Pinochet przekazał władzę nowemu prezydentowi, zachowując dla siebie stanowisko głównodowodzącego armii do 1998 oraz dożywotnie, nie podlegające wyborom, miejsce w Senacie, które miało gwarantować mu immunitet polityczny do końca życia. Dyktator sprzedawał broń krajom objętym embargiem, m.in. Chorwacji w 1991 roku.

#### Polityka gospodarcza
Od momentu przejęcia władzy, Pinochet rozpoczął intensywne reformy wolnorynkowe w Chile. 11 marca 1974 Pinochet ogłosił deklarację, której najważniejszą tezą był program „zamienienia Chile z kraju proletariuszy w kraj wolnych przedsiębiorców”. Zgodnie z tą deklaracją Pinochet prowadził politykę gospodarczą opartą na wolnym rynku, dla której teoretyczną podstawą były koncepcje Miltona Friedmana i ekonomistów z kręgu „Chicago Boys”. W ciągu kilku lat przeprowadzono niemal całkowitą reprywatyzację majątku, częściowo znacjonalizowanego przez Allende, likwidację istniejących jeszcze przed czasami Allende monopoli państwowych, zniesiono płacę minimalną, zakazano działania związkom zawodowym, obniżono podatki (w największym stopniu dla osób najzamożniejszych, ponieważ wprowadzono podatek ryczałtowy osobowy, w miejsce progresywnego) oraz przeprowadzono gruntowną reformę systemu bankowego i emerytalnego. Według słów Miltona Friedmana, reformy te zakończyły się pełnym sukcesem, który przez tego twórcę szkoły chicagowskiej został obwołany nawet chilijskim cudem gospodarczym, prowadząc do likwidacji wszechobecnych w czasach Allende niedoborów na rynku detalicznym, ustabilizowania inflacji na względnie niskim poziomie i początkowo dość szybkiego wzrostu gospodarczego – rzędu 3–4% rocznie. Dane statystyczne z lat 1973–1980 pokazują, że dochód narodowy brutto wzrósł w tym czasie łącznie o ok. 35%, przy wzroście bezrobocia z 4,3 do 33%. Pinochet w czasie rządów kilkukrotnie zmienił politykę ekonomiczną. „Chilijski cud gospodarczy” rozpoczął się w połowie lat 80. Przed okresem „drugiego cudu”, w 1982 roku w okresie przestrzegania szkoły chicagowskiej, miejsce miał duży kryzys gospodarczy, wzrosło wówczas zadłużenie kraju, wystąpiła hiperinflacja, a bezrobocie wyniosło 30% (dziesięciokrotnie wyższe niż za czasów gabinetu Allende). Głównym powodem kryzysu w 1982 roku była działalność instytucji finansowych działających według wzorców amerykańskiego Enronu. Instytucje te działały w Chile bez żadnych ograniczeń, umożliwiła to deregulacja rynków dokonana przez chicagowskich ekonomistów. Instytucje skupywały prywatyzowany majątek i zakumulowały dług sięgający 14 miliardów dolarów.
W obliczu zapaści Pinochet zdecydował o nacjonalizacji dużej części zadłużonych przedsiębiorstw. Pinochet usunął z rządu chicagowskich ekonomistów, w tym Serga de Castro. Oprócz tego o oszustwa finansowe oskarżono kilku absolwentów Uniwersytetu Chicago, którzy pracowali w Chile jako doradcy. Gospodarkę Chile przed zupełną zapaścią udało się uratować poprzez odrzucenie prywatyzacji Codelco (znacjonalizowanego w okresie rządów Allende), zajmującego się eksploatacją chilijskich rud miedzi. Przedsiębiorstwo dawało Chile 85% dochodów z eksportu, co oznaczało, że w chwili pęknięcia bańki finansowej udało się utrzymać rządowi stałe źródło wpływów. W latach 80. polityka gospodarcza Pinocheta stała się nieco łagodniejsza, przy generalnym utrzymaniu kierunku przemian. Polityka ta przyniosła obniżenie bezrobocia do poziomu 7,8% w 1990, ale kosztem zupełnej niemal stagnacji gospodarczej, gdyż spadek bezrobocia został uzyskany głównie przez sztuczne utrzymywanie niskiego poziomu płac i ochronę rynku wewnętrznego. W latach 1980–1990 wzrost produktu narodowego brutto w przeliczeniu na osobę wyniósł niecały 1%. W latach 1990–2000 wzrost produktu narodowego utrzymywał się stale na poziomie 4–6%, przy jednocześnie niskiej inflacji i stale spadającym bezrobociu.

#### Wzrost wpływów Niemców
W okresie junty zauważalny był wzrost wpływów mniejszości niemieckiej na sytuację w kraju – jednym z bliskich współpracowników prezydenta był były esesman i nazistowski zbrodniarz wojenny Walter Rauff, odpowiedzialny za zabicie co najmniej 90 tysięcy Żydów. W nagrodę za współpracę dyktator podarował mu willę w Santiago i chronił przed międzynarodowymi organami ścigania. Pinochet zatrudnił Rauffa jako doradcę tajnej policji politycznej DINA. Jego pogrzeb, w którym uczestniczyli oprócz niemieckich emigrantów, także chilijscy urzędnicy państwowi, stał się demonstracją nazistowskich sympatii wśród elit ówczesnego Chile – byłego agenta żegnano pozdrowieniem Heil Hitler. Innym niemieckim współpracownikiem dyktatora był zbiegły z RFN pedofil Paul Schaeffer. Colonia Dignidad, na czele której stał, była jednym z całej sieci tajnych więzień gdzie torturowano i dokonywano masowych egzekucji.

#### Obozy koncentracyjne i zwalczanie opozycji

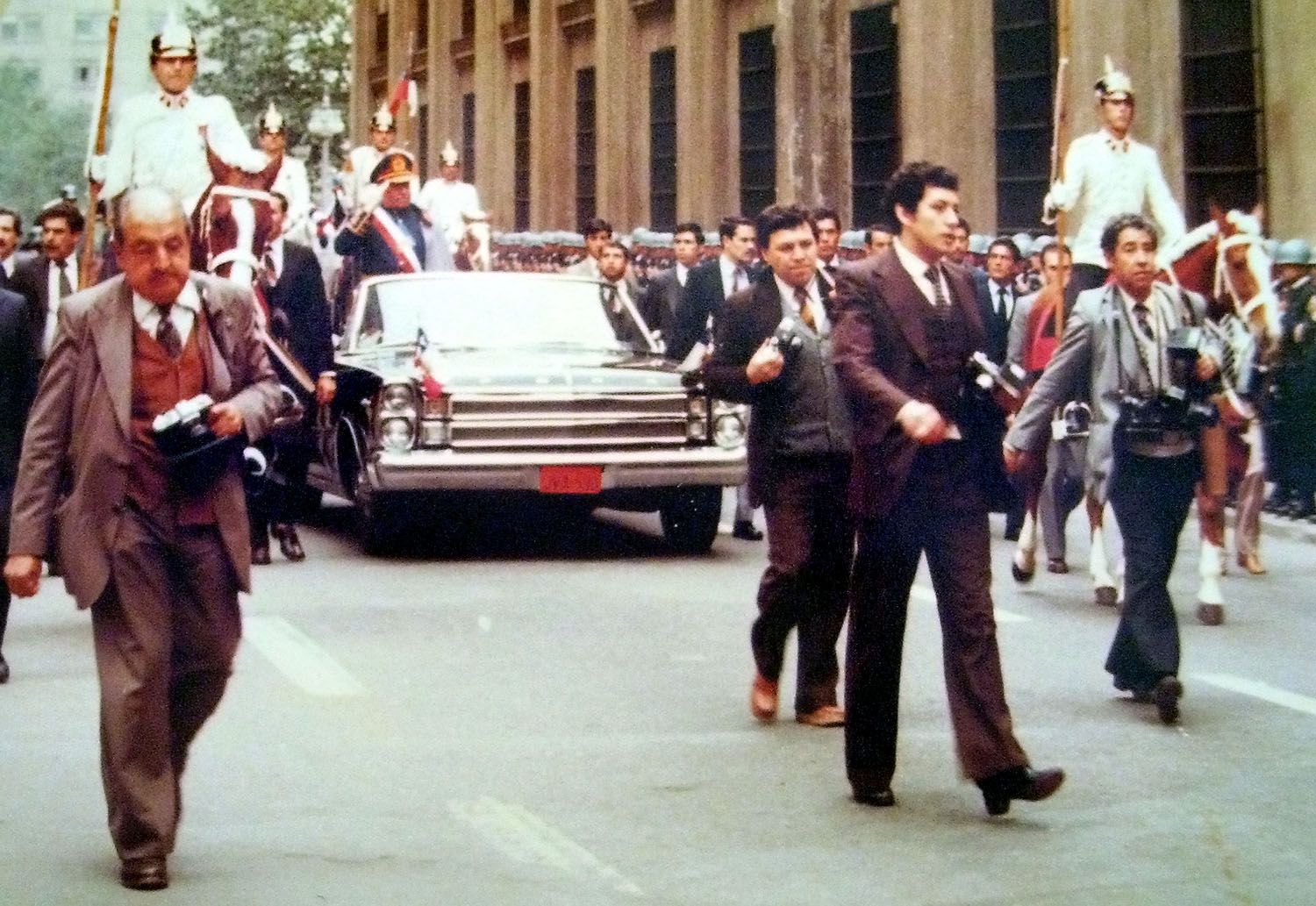
Generał Pinochet podczas defilady wojskowej w 1982

Na krótko po zamachu stanu władze zamieniły stadion narodowy Chile w więzienie. Pomiędzy wrześniem a listopadem 1973, przetrzymywano tam około 12–20 tysięcy osób podejrzewanych o związki z opozycją. 22 września na stadionie wg szacunków Czerwonego Krzyża znajdowało się 7 tysięcy. Aresztowani byli przetrzymywani od dwóch dni do dwóch miesięcy. Według szacunków chilijskiej komisji badającej zbrodnie Pinocheta przynajmniej 41 osób zmarło na stadionie (szacunki te są kwestionowane, niektórzy uważają je za zaniżone). W przebieralniach oraz na korytarzach torturowano i mordowano ludzi. W 2003 powstał film Estadio Nacional opowiadający historię stadionu jako obozu koncentracyjnego.
Junta Pinocheta posługiwała się skrytobójstwami, także poza granicami Chile. Agenci tajnej policji DINA wzięli udział w operacji Kondor przeprowadzonej w latach 70., która miała na celu zwalczanie opozycji w krajach Ameryki Łacińskiej. Do najgłośniejszych spraw związanych z operacją należy zabicie w 1976 przy pomocy samochodu-pułapki w Waszyngtonie byłego ambasadora Chile Orlando Leteliera oraz dwa lata wcześniej generała Carlosa Pratsa w Buenos Aires, który był poprzednikiem Pinocheta na stanowisku głównodowodzącego Armii Lądowej. 5 października 1976 ofiarą nieudanego zamachu padł jeden z liderów Partii Chrześcijańsko-Demokratycznej Bernardo Leighton. Według dokumentów CIA, ujawnionych przez National Security Archive, w 1975 w Madrycie włoski terrorysta Stefano Delle Chiaie spotkał się z agentem DINA oraz kubańskim emigrantem Virgilio Paz Romero, by razem z tajną policją Francisco Franco dokonać morderstwa Bernardo Leightona. W 1975 tajna policja przeprowadziła operację Kolombo, szacuje się, że około 119 osób zostało aresztowanych, torturowanych, a następnie zamordowanych przez siły rządowe. Rząd próbując zatuszować morderstwa twierdził, że to efekt porachunków między lewicowymi partyzantkami. W tym celu junta założyła nawet fikcyjne gazety „O’Dia” w Brazylii i „Lea” w Argentynie. W 1991 przeprowadzono operację Silencio. Jej głównym celem stał się Eugenio Berríos, chemik przez lata pracujący dla DINA. Akcja jego morderstwa została zaplanowana przed odkryciem „archiwum terroru” w Paragwaju. Berríos został wywieziony z Chile do Urugwaju przez agentów operacji Kondor i na miejscu zamordowany. Miało to uniemożliwić złożenie przez niego zeznań obarczających reżim.
Colonia Dignidad (obecnie Villa Baviera) w czasie dyktatury służyła za jedno z największych miejsc więzienia, torturowania i mordowania ludzi. Na czele kolonii stał powiązany z DINA Paul Schäfer. Wielu uciekinierów z kolonii w swoich późniejszych zeznaniach określało kolonię jako sektę znajdującą się pod władzą absolutną Schäfera. Mieszkańcy nie mogli dobrowolnie opuścić kolonii i byli podzieleni ze względu na płeć. Doszło nawet do tego, że seks został zabroniony, a mieszkańców zmuszano do brania narkotyków. Śledztwo Amnesty International i chilijskiej Narodowej Komisji Prawdy i Pojednania potwierdziło również, że Colonia Dignidad była wykorzystywana przez chilijskie służby bezpieczeństwa do przetrzymywania i torturowania więźniów politycznych. Syn dawnego szefa DINA Manuela Contrerasa zeznał, że zarówno jego ojciec, jak i Pinochet odwiedzali osobiście kolonię, a Schaeffer i jego ojciec byli dobrymi przyjaciółmi. W 2006 r. były funkcjonariusz reżimu Michael Townley potwierdził związki DINA z kolonią, jak również dodał, że na terenie kolonii znajdowały się laboratoria broni biologicznej i chemicznej, eksperymenty w laboratoriach były przeprowadzane na ludziach uwięzionych w kolonii. Townley przyznał również, że podobne laboratorium istniało w Via Naranja de lo Curro.
Villa Grimaldi była kompleksem budynków służących do przetrzymywania i tortur na więźniach politycznych. W latach 1974–1978 przetrzymywano w nim 5 tysięcy więźniów, z których zamordowanych zostało 240. Według personelu zajmującego się obiektem, do puczu w 1973 należał on do bogatej rodziny, która oddała majątek jako okup dla reżimu w zamian za uwolnienie przetrzymywanej córki. Villa Grimaldi stała się centrum operacji MIB, któremu powierzono bezpośrednio represje mieszkańców Santiago. W ostatnich dniach funkcjonowania reżimu duża część zabudowań została zniszczona. Uważa się, że zrobiono to w celu zatuszowania śladów represji.

##### Bilans represji
Nie wiadomo dokładnie, jaka liczba opozycjonistów została poddana tego typu represjom w trakcie 17 lat rządów Pinocheta. Próby oszacowania tych danych zostały przeprowadzone przez specjalnie do tego celu powołaną parlamentarną Narodową Komisję Prawdy i Pojednania, której przewodniczył senator Raúl Rettig. Według raportu tej komisji, w okresie rządów Pinocheta śmierć poniosło 2095 osób, zaś 1102 osoby zostały uznane za „zaginione bez wieści”. Nie wszystkie były jednak ofiarami reżimu Pinocheta, liczby te obejmowały także ofiary walk zbrojnych oraz zamachów terrorystycznych dokonanych przez opozycyjne ugrupowania zbrojne. Komisja ta zgromadziła też dowody świadczące o masowym stosowaniu tortur i pozasądowym przetrzymywaniu tysięcy osób przez juntę Pinocheta, nie podała jednak szacunkowej nawet liczby ofiar tych represji. W ściganiu i mordowaniu ludzi wyspecjalizowały się specjalne oddziały wojska i policji, jednym z nich był Karawan Śmierci. Tylko jeden oddział poruszający się helikopterem według organizacji Memoria y Justicia odpowiedzialny jest za zamordowanie 93 osób.
W 2004 r. Narodowa Komisja ds. Więźniów Politycznych i Stosowania Tortur przesłuchała 35 tysięcy osób, które twierdziły, że były więzione bez sądu lub torturowane. Efektem tych przesłuchań był raport ogłoszony przez biskupa Sergio Valecha, w którym uznano, że 23 856 mężczyzn oraz 3399 kobiet było istotnie poddawanych różnego rodzaju nielegalnym represjom – począwszy od prostego uwięzienia po liczne akty skrajnej przemocy, takie jak gwałty, zmuszanie do uczestniczenia w egzekucjach członków rodziny, systematyczne bicie pałkami elektrycznymi itp. Ofiarami były także dzieci. Komisja badająca zbrodnie dyktatury, w grupie prześladowanych, wyodrębniła grupę 164 nieletnich, w tym 88 dzieci poniżej 13 lat. Były bite, gwałcone, torturowane prądem. W styczniu 2005 pod wpływem lektury raportu Valecha, sztab generalny Armii Lądowej oficjalnie przeprosił naród chilijski za dokonane przez oficerów tej armii akty terroru. Najstarsza z córek Pinocheta – Lucia Pinochet Hiriart, również pod wpływem lektury raportu Valecha, oświadczyła publiczne, że działania aparatu terroru kierowanego przez jej ojca w latach 1973–1990 były aktami „bezprawnego barbarzyństwa”.

### Przywrócenie demokracji
Pierwszy plebiscyt pod rządami junty odbył się 4 stycznia 1978. W warunkach braku istnienia legalnej opozycji, której wszyscy przedstawiciele albo wyjechali z kraju, albo siedzieli w więzieniach, intensywnej, jednostronnej propagandy oraz atmosfery terroru 78% obywateli poparło w nim rządy Pinocheta. W drugim plebiscycie, 11 września 1980, 67% głosujących poparło nową konstytucję, na mocy której Pinochet miał rządzić bez wyborów do 1988. W maju 1983 wciąż nielegalne związki zawodowe i partie opozycyjne zorganizowały serię demonstracji i strajków. We wrześniu 1986 doszło do nieudanego zamachu na Pinocheta, zorganizowanego przez członków Frente Patriótico Manuel Rodríguez (FPMR), które jednak oficjalna propaganda przypisała nielegalnej partii komunistycznej. Pinochet został w tym zamachu lekko ranny, zginęło natomiast pięciu członków jego ochrony.
W myśl nowej konstytucji w 1988 r. odbył się kolejny plebiscyt, w którym wyborcy mieli zdecydować o przedłużeniu mandatu prezydenckiego Pinocheta na kolejne 8 lat. Tym razem jednak Trybunał Konstytucyjny który ustala w Chile zasady przeprowadzania wyborów, postanowił, że plebiscyt ten ma się odbyć ściśle według reguł zapisanych w specjalnie przygotowanym Prawie o Zasadach Przeprowadzania Plebiscytów. Według tego prawa kampanię wyborczą wolno było prowadzić wyłącznie w specjalnie do tego przeznaczonych programach wyborczych, nadawanych jednocześnie przez wszystkie stacje telewizyjne w kraju, przy czym czas i terminy nadawania spotów wyborczych zwolenników i przeciwników dalszej władzy Pinocheta były precyzyjnie zrównoważone, tak, aby obie strony miały dokładnie taką samą szansę dotarcia ze swoimi argumentami do wyborców. Poza tymi programami wszelkie inne formy prowadzenia kampanii wyborczej zostały zabronione.
Opozycja, pod wodzą Ricardo Lagosa, wykorzystała okazję, tworząc serię dobrze przygotowanych, utrzymanych w pogodnym nastroju spotów wyborczych, obiecujących stworzenie demokratycznego państwa, których jedynym negatywnym elementem było ciągle powtarzane pytanie Lagosa skierowane do Pinocheta – „Gdzie są ci wszyscy, którzy zniknęli?”. Spoty Pinocheta były natomiast utrzymane w ponurym nastroju, a ich głównym motywem było straszenie wyborców „kryptokomunizmem” opozycji i powrotem do chaosu i biedy czasów Allende. Wyborcy opowiedzieli się w plebiscycie w 55% przeciw kolejnej 8-letniej kadencji prezydenckiej Pinocheta i w 42% za. W efekcie rok później, w 1989, odbyły się normalne wybory prezydenckie z wieloma kandydatami, w których Pinochet, zgodnie z daną wcześniej obietnicą, nie startował. Zwycięzcą tych wyborów został Patricio Aylwin, lider partii centro-chrześcijańskiej, uzyskując 52,4% głosów. W 1991 r. Aylwin powołał do życia komisję do badania indywidualnych losów wszystkich ofiar reżimu, kontynuując jednak wypróbowaną linię polityki ekonomicznej Chile. Zgodnie z przejściowymi poprawkami do konstytucji, Pinochet pozostał głównodowodzącym armii do marca 1998. Po tym czasie, zgodnie z zapisami konstytucji z 1980, jako były prezydent, który piastował swoje stanowisko przez więcej niż 6 lat, otrzymał dożywotni, nie podlegający wyborom, fotel senatora, z którym związany jest immunitet polityczny. Immunitet ten skutecznie uniemożliwiał mszczenie się demokratów na generale. Sytuację tę zmieniło dopiero aresztowanie Pinocheta w Wielkiej Brytanii.

### Aresztowanie w Wielkiej Brytanii
Już po odejściu z aktywnego życia politycznego, jako dożywotni senator, Pinochet stał się bohaterem kolejnego głośnego w świecie wydarzenia politycznego. W 1998 r. udał się do Londynu w celu poddania się operacji kręgosłupa. Podczas pobytu w Londynie brytyjskie organy ścigania nałożyły na niego areszt domowy. Było to efektem przedstawienia tym władzom wniosku o ekstradycję, wydanego przez hiszpańskiego sędziego Baltasara Garzóna, w związku z zarzutami zabójstwa, zaginięcia i stosowania tortur wobec 91 obywateli hiszpańskich, argentyńskich i chilijskich. Areszt Pinocheta polegał początkowo na pozostawieniu go pod strażą w szpitalu, gdzie wykonano mu zaplanowaną operację, a następnie wynajęto dla niego dom, w którym nadal pod strażą przechodził rekonwalescencję. Podstawą prawną aresztowania i rozpoczęcia trwającego 16 miesięcy procesu o ekstradycję był fakt powołania się sędziego hiszpańskiego – obok ośmiu innych konwencji międzynarodowych – na Międzynarodową Konwencję Przeciw Stosowaniu Tortur, którą Wielka Brytania ratyfikowała w 1988 r. i która zaliczyła masowe stosowanie tortur do zbrodni przeciw ludzkości, przed ściganiem których nie chroni immunitet dyplomatyczny. Rząd Chile ostro zaprotestował przeciw aresztowaniu Pinocheta, powołując się na jego immunitet dyplomatyczny, przysługujący byłej głowie państwa. Jednocześnie Sąd Najwyższy Chile zobowiązał się publicznie do rozpatrzenia sprawy wytoczenia procesów o organizowanie systemu torturowania i nielegalnych porwań Pinochetowi, po uchyleniu mu immunitetu senatorskiego. Izba Lordów, pełniąca w Wielkiej Brytanii rolę sądu najwyższego, po długich dysputach zgodziła się ostatecznie, że argumentacja sędziego hiszpańskiego w sprawie ekstradycji jest zasadna, pozostawiła jednak rządowi brytyjskiemu decyzję, czy ekstradycję tę można przeprowadzić z humanitarnego punktu widzenia. Po wykonaniu serii badań medycznych wykonanych przez lekarzy wskazanych przez obrońców Pinocheta uznano, że jest on chory na otępienie naczyniowe (vascular dementia), która to choroba wyklucza jego świadomy udział w jakimkolwiek procesie. Na tej podstawie minister spraw wewnętrznych Wielkiej Brytanii, Jack Straw, mimo licznych protestów ekspertów prawa i medycyny z kilkunastu krajów, podjął ostateczną decyzję o odrzuceniu wniosku o ekstradycję i zezwolił na powrót Pinocheta do Chile.
Gdy aresztowano Pinocheta, poparcie dla niego wyraziła część prawicy (m.in. Margaret Thatcher) oraz rosyjski prawicowy dysydent Władimir Bukowski. Grupa polskich działaczy ówczesnego AWS, Tomasz Wołek, Marek Jurek i Michał Kamiński, złożyła mu prywatną wizytę w szpitalu. Kamiński podarował ryngraf przedstawiający Matkę Boską. Ich zdaniem Pinochet przysłużył się obronie praw człowieka, wolności i sprawiedliwości. Wizyta polskich polityków spotkała się wtedy z krytycznym osądem ze strony znacznej części polskich mediów oraz protestami działaczy PPS, SdRP i UP. W 2005 Kamiński stwierdził, że wizyta u Pinocheta była błędem, a sam dopiero później dowiedział się prawdy o nim. W trakcie pobytu Pinocheta w Wielkiej Brytanii, w Chile trwała ożywiona dyskusja społeczna na temat jego statusu i pozycji w tym kraju. Po ogłoszeniu przez Sąd Najwyższy Chile, że po jego powrocie podejmie on dotychczas automatycznie odrzucane wnioski o rozpoczęcie procesów z powództwa rodzin ofiar jego rządów, wpłynęło do tego sądu kilkaset tego rodzaju wniosków. Paradoksalnie, na mocy amnestii ogłoszonej pod koniec rządów Pinocheta, nie można było składać wniosków o rozpoczęcie spraw związanych ze zbrodniami popełnionymi przed rokiem 1987. Sąd uznał jednak, że sprawy osób, które „zaginęły bez wieści”, można legalnie rozpatrywać jako wciąż trwające porwania, gdyż członkowie junty konsekwentnie zaprzeczali, że tego rodzaju działania miały kiedykolwiek miejsce.

### Po powrocie do Chile
W 2000 r. Sąd Apelacyjny w Santiago, powołując się na te same wyniki badań lekarskich, które umożliwiły Pinochetowi wyjazd z Wielkiej Brytanii, głosami 13:9 zdecydował o odebraniu mu immunitetu – jako niezdolnemu do wykonywania mandatu senatora, co umożliwiło jego aresztowanie zaraz po powrocie do Chile. Jednakże Sąd Najwyższy, ponownie powołując się na te same dokumenty, oddalił wszystkie wniesione przeciw Pinochetowi sprawy, z powodu jego niezdolności do uczestniczenia w procesie. Po tym werdykcie Pinochet zniknął z życia publicznego w Chile. Spędzał prawie cały czas w swoim domu i nie pojawił się nawet na 30. rocznicy puczu, która miała miejsce 11 września 2003, w której uczestniczyło wielu jego dawnych współpracowników. 28 maja 2004 Sąd Apelacyjny w Santiago ponownie rozpatrzył sprawę niezdolności prawnej Pinocheta głosując 14:9 za ponownym poddaniem go badaniom lekarskim. Powodem ponownego rozpatrzenia sprawy był fakt udzielenia przez Pinocheta wywiadu telewizyjnego dla sieci telewizyjnej z siedzibą w Miami (USA). Fakt zdolności do udzielenia wywiadu podważył zasadnie wcześniejsze orzeczenie lekarskie, twierdzące, że Pinochet nie posiada pełnej sprawności umysłowej. Jednocześnie 26 sierpnia 2004 Sąd Najwyższy głosami 9:8 zdecydował o podtrzymaniu decyzji o odebraniu immunitetu senatorskiego Pinochetowi. 2 grudnia 2004 Sąd Apelacyjny w Santiago, rozpatrując wniosek o rozpoczęcie procesu o zorganizowanie zamachu na generała Carlosa Pratsa, zdecydował po wykonaniu badań lekarskich, że Pinochetowi może ten proces być wytoczony. 13 grudnia 2004 sędzia Juan Guzmán nałożył formalny areszt domowy na Pinocheta w związku ze sprawą o „zniknięcie bez wieści” dziewięciu działaczy opozycji oraz zamordowanie jednego z nich na osobisty rozkaz Pinocheta. Oba procesy zostały wszczęte. W 2007 prezydent Michelle Bachelet zapowiedziała, że zbrodnie reżimu nie ulegną przedawnieniu.

### Oszustwa podatkowe i ukryte konta bankowe
W maju 2004, w dużym stopniu pod wpływem wewnętrznych i międzynarodowych nacisków, Sąd Najwyższy Chile przeprowadził rewizję nadzwyczajną swojej decyzji z 2002 i dopuścił do rozpoczęcia serii procesów przeciw Pinochetowi. W grudniu 2004 kilka z tych spraw formalnie zostało rozpoczętych i były one na wokandzie w chwili jego śmierci w grudniu 2006. 15 lipca 2004 komisja Senatu Stanów Zjednoczonych opublikowała raport ze śledztwa dotyczącego banku Riggs, który kontrolował od 4 do 8 milionów dolarów środków finansowych Pinocheta. Według raportu bank Riggs uczestniczył w praniu brudnych pieniędzy dla Pinocheta, tworząc i rejestrując firmy fasadowe, które nie posiadały własnych aktywów. Bank ukrywał pieniądze przed agencjami nadzoru finansowego. Pięć dni później chilijski sąd po raz pierwszy formalnie otworzył śledztwo w sprawie defraudacji pieniędzy przez Pinocheta, przywłaszczenia majątku oraz łapówek. Tego samego dnia kilka godzin później prokurator generalny i chilijski Komitet Obrony Państwa (Consejo de Defensa del Estado) złożyli wniosek o rozpoczęcie śledztwa dotyczącego aktywów Pinocheta.
1 października 2004 roku chilijski urząd podatkowy (Servicio de Impuestos Internos) złożył pozew przeciwko Pinochetowi, oskarżając go o defraudację oraz uchylanie się od płacenia podatków na kwotę 3,6 miliona USD na rachunku inwestycyjnym w Banku Riggs, pomiędzy 1996 a 2002 rokiem. Pinochetowi w wyniku skazania groziła kara pieniężna w wysokości 300% zdefraudowanych aktywów oraz więzienie. Pod koniec listopada 2005 roku chilijski Sąd Najwyższy uznał, że Pinochet jest zdolny do uczestnictwa w procesie. Został on formalnie aresztowany i umieszczony w areszcie domowym. Chilijski urząd skarbowy uznał, że rodzina Pinocheta nie potrafi wyjaśnić pochodzenia 27 milionów dolarów ze swoich aktywów. 90 procent z tych funduszy zostało zgromadzonych pomiędzy 1990 a 1998 rokiem, kiedy Pinochet był głównodowodzącym chilijskiej armii. Aktywa te zostały zgromadzone prawdopodobnie poprzez handel bronią, z którego zyski były ukrywane przed chilijskim fiskusem i od których nie odprowadzono należnego podatku w wysokości ok. 16,5 miliona dolarów. W sierpniu 2005 roku aresztowano żonę Pinocheta Lucię Hiriart oraz młodszego syna Marka Antoniusza pod zarzutem wspólnictwa w oszustwie polegającym na ukrywaniu przed chilijskim fiskusem dochodów generała. Inna teoria głosi, że pieniądze te pochodzą z handlu kokainą.
Sędzia Juan Guzmán Tapia pozostawał sceptyczny co do możliwości przeprowadzenia procesu w sprawie przestępstw podatkowych czy łamania praw człowieka z powodu stanu zdrowia Pinocheta. Jednakże niektóre medyczne badania dowodziły, że Pinochet jest fizycznie i umysłowo w stanie wziąć udział w procesie. Chilijska komisja lekarska badająca Pinocheta w październiku 2005 roku orzekła, że udawał on demencję w trakcie trwania dochodzenia w sprawie zbrodni jego dyktatury. 23 listopada 2005 r. sędzia Carlos Cerda oskarżył Pinocheta o przestępstwa podatkowe i nakazał go aresztować. Pinochet został zwolniony za kaucją. Było to czwarte aresztowanie Pinocheta w przeciągu siedmiu lat. Częste aresztowania są uznawane przez zwolenników Pinocheta za przejaw zemsty na nim. 23 lutego 2006 roku dzieci Augusto Pinocheta Lucía, Jacqueline, Marco Antonio, Jacqueline i Verónica Pinochet, żona Pinocheta Lucia Hiriart, jego synowa oraz osobista sekretarka, zostali oskarżeni o oszustwa podatkowe, a także niezgłoszenie zagranicznych kont bankowych oraz używanie fałszywych paszportów. Lucía uciekła samolotem do Stanów Zjednoczonych. W USA odmówiono jej azylu politycznego i zawrócono do Argentyny.
W lipcu 2006, Manuel Contreras, były najbliższy współpracownik Pinocheta, szef policji politycznej DINA w czasie dyktatury, w zeznaniu przed sędzią Claudio Pavezem, oskarżył Augusto Pinocheta o produkcję broni chemicznej oraz biologicznej, a także czerpanie korzyści z produkcji i handlu kokainą. Pinochet na handlu narkotykami miał zarobić 27 milionów dolarów (które, według ustaleń sądu, przetrzymywane były na argentyńskich kontach). Pisemne zeznanie Contrerasa obciążyło również syna byłego dyktatora Marco Antonio Pinocheta, który brał udział w handlu kokainą. Contreras zeznał również, że kokainę produkował w wojskowych laboratoriach chemik Eugenio Berrios, pracownik DINA. Zamordowany w Urugwaju na początku lat 90. XX wieku. 30 października 2006 roku Pinochet został oskarżony o 36 porwań, 23 przypadki stosowania tortur i jedno morderstwo, które miały być dokonane w Villi Grimaldi na najbardziej aktywnych przeciwnikach dyktatury, na rozkaz i za pełną wiedzą Pinocheta. Tortury obejmowały bicie, rażenie prądem, wielokrotne gwałty, także z wykorzystaniem zwierząt, m.in. specjalnie do tego celu szkolonych psów.
25 listopada 2006, w swoje 91 urodziny, generał Augusto Pinochet ogłosił, że bierze na siebie „polityczną odpowiedzialność” za wydarzenia będące konsekwencją przeprowadzonego przez niego zamachu stanu z 1973 roku. Jednak do swojej śmierci nigdy nie przeprosił za zbrodnie w czasach dyktatury. W zeznaniach przed sędziami śledczymi powoływał się na brak pamięci, a zbrodniami tajnej policji DINA obarczał swojego byłego najbliższego współpracownika Manuela Contrerasa. W sprawie swoich tajnych zagranicznych kont milczał, jego obrońcy powoływali się na darowizny lub oszczędności życia. W 2009 r. chilijskie media poinformowały o wynikach dochodzenia prowadzonego przez policyjny Zespół (Brigada Investigadora de Lavados de Activos). Według raportu chilijskich śledczych dyktator posiadał w kilku brytyjskich bankach tajne rachunki, na których zgromadził łącznie 1,5 miliarda dolarów amerykańskich. Do tego czasu rząd wiedział jedynie o 130 innych kontach.

## Choroba i śmierć

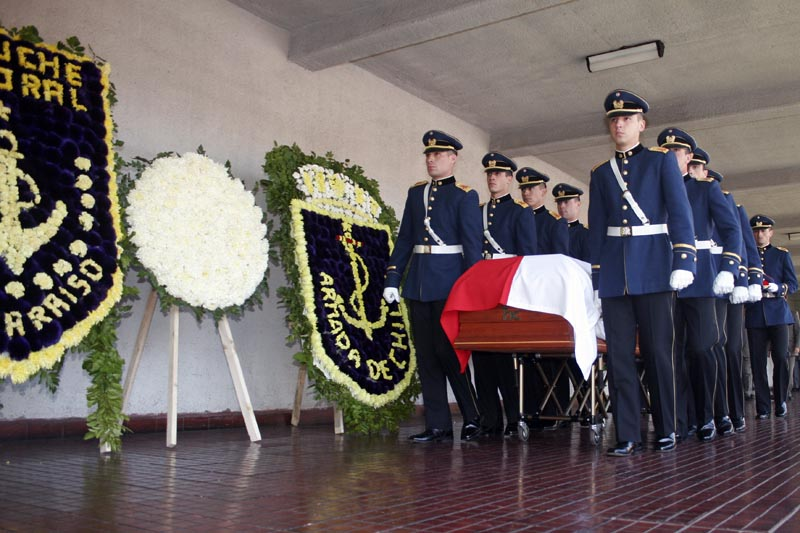
Pogrzeb Augusto Pinocheta

3 grudnia 2006, Augusto Pinochet doznał ataku serca i został przewieziony do szpitala w ciężkim stanie. Prawnik oskarżycieli zarzucił mistyfikację zawału serca Pinocheta, w celu uniknięcia odpowiedzialności w wytoczonych mu procesach. Pablo Rodriguez, obrońca Pinocheta, nazwał ten zarzut „infamią”. Lorena Pizarro, prezydent stowarzyszenia ofiar dyktatury, wyraziła nadzieję, że „zawał serca nie zostanie wykorzystany w celu zapewnienia mu bezkarności”. 4 grudnia 2006 chilijski sąd apelacyjny zwolnił Pinocheta z aresztu domowego. 10 grudnia 2006 Augusto Pinochet zmarł na skutek obrzęku płuc oraz powikłań po ataku serca, którego doznał 3 grudnia.
Jego pogrzeb miał charakter wojskowy. Ciało Pinocheta zostało skremowane w „Parque del Mar” 12 grudnia 2006 roku. Aby uniknąć aktów wandalizmów na nagrobku chilijskiego przywódcy, prochy zostały przekazane rodzinie.

### Komentarze i reakcje
W Hiszpanii kilkuset chilijskich emigrantów, z grona tysięcy ludzi, którzy uciekli tam przed prześladowaniami reżimu, „uczciło” śmierć Pinocheta milczącym marszem po ulicach Madrytu. Przeciwnicy świętowali śmierć byłego dyktatora w wielu dzielnicach Santiago oraz w innych regionach kraju. Demonstracje w Santiago w niektórych miejscach przekształciły się w starcia z policją, w wyniku których 23 policjantów zostało rannych. Przed wojskowym szpitalem w Santiago, gdzie zmarł Pinochet, zgromadziło się ok. tysiąca jego zwolenników, aby opłakiwać jego śmierć. Hiszpański sędzia Baltasar Garzon oraz Amnesty International wydali oświadczenie stwierdzające żal, że nie zdążono osądzić Pinocheta za jego zbrodnie.
Prezydent Brazylii, Luiz Inácio Lula da Silva, komentując śmierć Pinocheta stwierdził, że był on symbolem ponurego rozdziału w historii Ameryki Południowej. Nota dyplomatyczna brytyjskiej minister spraw zagranicznych Margaret Beckett wyraziła poparcie dla demokratycznych reform i postępu, jaki poczyniło Chile od 1990 roku. Biały Dom wydał oświadczenie, w którym zadeklarowano łączenie się w tym dniu z ofiarami dyktatury oraz ich rodzinami.
Biuro Margaret Thatcher wydało oświadczenie, które twierdziło, że była premier Wielkiej Brytanii jest „głęboko zasmucona” śmiercią Pinocheta. Jack Straw, przewodniczący Labour Party w Izbie Gmin, były brytyjski minister spraw zagranicznych stwierdził, że ma nadzieję, iż śmierć Pinocheta pozwoli Chilijczykom zapomnieć o tragicznym okresie jego rządów i pójść naprzód.
Jack Lang, były minister kultury Francji, stwierdził: „Nazwisko Pinocheta wiąże się z panowaniem faszyzmu w Ameryce Południowej oraz z najgorszymi dowodami amerykańskiego imperializmu”.

## Ideologia
Pinochet i jego reżim często są określane faszystowskimi. Samuel Chavkin w swojej książce Storm Over Chile: The Junta Under Siege wielokrotnie porównuje dyktaturę Pinocheta i reżimy faszystowskie. Roger Griffin sprzeciwia się takiej klasyfikacji, klasyfikując Pinocheta w gronie „pseudo-populistycznych despotów”, do których zalicza m.in. Saddama Husajna, Suharto i Ferdinanda Marcosa. Robert Paxton porównuje reżim Pinocheta do Mobutu Sese Seko w dawnym Zairze (obecnie Demokratyczna Republika Konga), argumentując, że obaj byli tylko marionetkami bez realnego poparcia w kraju. Według książki World Fascism: a Historical encyclopedia Pinochet „chociaż był autorytarny i rządził jako dyktator, wsparcie Pinocheta dla neoliberalnej polityki gospodarczej i jego niechęć do wspierania państwowych firm wyróżnia go od klasycznych faszystów”.

## Ocena rządów
Ocena rządów Augusto Pinocheta skupia się w trzech wymiarach:
- gospodarczym – rozwój gospodarczy Chile oparty na zasadach neoliberalizmu,
- politycznym – sposób zdobycia władzy, walki z przeciwnikami politycznymi,
- moralnym – odpowiedzialność za zbrodnie, zrzucanie winy na współpracownika Manuela Contrerasa, unikanie procesów, defraudacja pieniędzy, handel narkotykami, handel bronią z krajami obłożonymi sankcjami ONZ.

Część konserwatywno-liberalnych polityków pozytywnie ocenia gospodarcze efekty rządów Pinocheta. Nie zgadzali się na sądzenie Pinocheta przez sądy międzynarodowe, argumentując, że jako jedyny miał do tego prawo naród chilijski. Według zwolenników dyktatora przeprowadzony przez Pinocheta zamach zapobiegł przekształceniu Chile w państwo komunistyczne oraz w perspektywie historycznej jego rządy okazały się sukcesem umożliwiającym wprowadzenie w tym kraju sprawnej gospodarki rynkowej, która w latach 90., już po jego odejściu od władzy, umożliwiła wejście na drogę stabilnego wzrostu gospodarczego, unikalnego w skali Ameryki Południowej. Represje wobec przeciwników politycznych potępiane są przez większość środowisk, niezależnie od orientacji politycznej. Jednakże wśród niektórych środowisk prawicowych są głosy z uznaniem wyrażające się o samym fakcie obalenia rządu. W środowiskach prawicowych trwa dyskusja w odniesieniu do skali represji, osobistej odpowiedzialności Pinocheta oraz skali faktycznego niebezpieczeństwa ze strony lewicy.
Środowiska lewicowe podkreślają odpowiedzialność Pinocheta za zbrodnie wobec przeciwników politycznych, oskarżają też m.in. Stany Zjednoczone o tolerowanie reżimu chilijskiego dla własnych korzyści. Wskazują również na wysokie bezrobocie, wzrost rozwarstwienia społecznego, oraz hamowanie reform w latach 80. Oskarżają go o niekonstytucyjne przejęcie władzy, zniszczenie na długie lata demokracji parlamentarnej i pluralizmu politycznego oraz masowe łamanie praw człowieka.
Sąd francuski w 2010 roku skazał czternastu urzędników (w tym Juan Manuel Contreras Sepúlveda, ówczesny szef policji i Octavio Espinoza Bravo, pułkownik sił zbrojnych) jego reżimu na kary od 15 lat do dożywotniego więzienia m.in. za porwania i tortury obywateli francuskich. Skazani współpracownicy Pinocheta nie zostaną wprawdzie poddani ekstradycji do Francji, ale ich swoboda poruszania się po świecie została ograniczona; wyrok ma symboliczne znaczenie.